# BSデジタル音声放送
BSデジタル音声放送（BSデジタルおんせいほうそう）は、放送衛星(BS)を使用したデジタル方式のラジオ放送（デジタル音声放送）のことである。通称、BSデジタルラジオ。

## 概要
使用衛星はBSデジタル放送と同じBSAT-2a・BSAT-2cを使用し、放送衛星システム（B-SAT）が免許人・受託放送事業者→基幹放送局提供事業者として放送。
2000年（平成12年）12月1日、放送開始。2007年（平成19年）11月14日に、事実上放送終了。放送大学の放送開始に伴い、2011年（平成23年）10月1日に放送再開。以後、放送大学ラジオのみが放送を行っている。

### 放送終了
市場規模が小さかったことから採算が見込めず撤退を希望する企業が多かったことや、2005年（平成17年）7月に放送普及基本計画が見直され、BSデジタル音声放送・独立データ放送を縮小し、BSデジタルテレビジョン放送のチャンネル数を拡大する方針が決まったことから、2005年（平成17年）以降放送終了が相次ぎ、2006年3月31日までにWINJを除く全社が撤退。2007年11月14日にはWINJも放送終了。これによりBSデジタルラジオは一旦消滅することになった。なお一部のチャンネルは、地上デジタル音声放送（地上デジタルラジオ）・インターネットラジオとして継続された。BSデジタルラジオで使用していたスロット（周波数帯）の一部は再編され、2007年（平成19年）12月1日に開局した日本BS放送（BS11）とワールド・ハイビジョン・チャンネル（TwellV）のBSデジタルテレビ新規参入2社への割り当て分に転用された。

### 放送大学による放送再開
BSデジタルラジオは一旦消滅したものの、放送大学学園（放送大学）はCS（スカパー!）チャンネルの後継として、2011年（平成23年）10月に、BSデジタルテレビジョン放送のチャンネル開設と同時に超短波放送チャンネル（FMラジオのサイマル放送）の開設も計画され、2009年（平成21年）6月10日に委託放送事業者として認定された。これにより、WINJ廃局以来4年ぶりにBSデジタル音声放送が復活することになり、2011年（平成23年）9月27日より試験放送が開始された。
なおBSデジタルラジオの放送が行われていなかった期間に製造されたデジタルテレビの中には、BSデジタルラジオの受信機能がないものがある。また一部のケーブルテレビ局では設備の都合から、放送大学の再送信やBSデジタルラジオの再送信を行っていない場合がある。

## 歴史
- 1999年（平成11年）10月 - BSラジオ推進協議会設立（BSデジタルテレビジョン放送との兼営事業者10社・番組を供給する地上波ラジオ放送事業者5社で構成）。
- 2000年（平成12年）12月1日 - BSデジタル音声放送開始。11時より各チャンネル放送開始。
- 2003年（平成15年）
  - 4月1日 - St.GIGA運営会社の民事再生手続きに伴い、Club COSMOに改称。
  - 10月1日 - Club COSMOより放送免許を譲り受け、WINJ放送開始。
- 2004年（平成16年）11月30日 - BS BIRD放送終了。
- 2005年（平成17年）
  - 9月30日 - BS日テレラジオ、BS朝日ラジオ、BS-iラジオ、BSJラジオ、WOWOW wave放送終了。
  - 11月30日 - JFN BS放送終了。
- 2006年（平成18年）
  - 3月31日 - BSラジオNIKKEI・LFX488・BSQR489放送終了。
  - 11月1日 - WINJ放送休止（その後、休止期間を2度延長）。
- 2007年（平成19年）11月14日 - 総務省によりWorld Independent Networks Japanの委託放送業務の認定が取り消され、WINJ廃局。これによりBSデジタル音声放送のチャンネルは一旦姿を消した。
- 2011年（平成23年）
  - 10月1日 - 放送大学（放送大学学園）のBSデジタル音声放送開始[3]。これによりBSデジタル音声放送が復活（事実上の再開）。

## チャンネル
局番号は、論理チャンネルの上2桁で、放送事業者とサービスを表し、ラジオ放送には「30」から「59」が割り当てられる。リモコンキーIDについては、正式なものではないため、機種によって設定が異なる。
| 局番号 | リモコンキーID （ラジオ） | 論理チャンネル | チャンネル名                                                                                            | 衛星基幹放送事業者                                                                                      | チャンネル編成社                                                                                        | 備考 |
| ------ | ------------------------- | -------------- | --- | --- | --- | --- |
| 30     | 1                         | 300 - 301      | BSラジオNIKKEI                                                                                          | ビー・エス・コミュニケーションズ                                                                        | ビー・エス・コミュニケーションズ                                                                        | 300ch「マーケット・チャンネル」 301ch「カルチャー・チャンネル」                                                                                |
| 31     | 2                         | 316 - 319      | BS BIRD                                                                                                 | ミュージックバード                                                                                      | ミュージックバード                                                                                      | 316ch「Blooming 316」 317ch「WORLD TOUR STATION 317」 318ch「B&M 318」 319ch「OPERA MY SEAT」                                                  |
| 32     | 3                         | 320 - 323      | JFN BS                                                                                                  | JFN衛星放送                                                                                             | JFN衛星放送                                                                                             | |
| 33     | 4                         | 333            | St.GIGA（衛星デジタル音楽放送） → Club COSMO（ワイヤービー） → WINJ（World Independent Networks Japan） | St.GIGA（衛星デジタル音楽放送） → Club COSMO（ワイヤービー） → WINJ（World Independent Networks Japan） | St.GIGA（衛星デジタル音楽放送） → Club COSMO（ワイヤービー） → WINJ（World Independent Networks Japan） | BSデジタル音声放送唯一の有料放送局 BSアナログ5ch独立音声のサイマル放送（アナログ独立音声放送終了の2005年3月31日まで） 一部番組で静止画像を付加 |
| 44     | 5                         | 444 - 445      | BS日テレラジオ                                                                                          | BS日本                                                                                                  | アール・エフ・ラジオ日本                                                                                | 444ch「ヒーリング・ステーション」 445ch「衛星版ラジオ日本」 静止画像なし                                                                       |
| 45     | 6                         | 455 - 456      | BSA RADIO                                                                                               | BS朝日                                                                                                  | ジャパンエフエムネットワーク                                                                            | 455ch「ドラマ&朗読」 456ch「ミュージックチャンネル」                                                                                           |
| 46     | 7                         | 461 - 462      | BS-i RADIO                                                                                              | BS-i（現：BS-TBS）                                                                                      | 東京放送（現：TBSラジオ））                                                                             | 461ch「ニュース情報チャンネル」 462ch「BS academia」→「462 Music anthology」                                                                   |
| 47     | 8                         | 471 - 472      | BSJ RADIO                                                                                               | BSジャパン（現：BSテレビ東京）                                                                          | BSジャパン（現：BSテレビ東京）                                                                          | |
| 48     | 9                         | 488            | LFX488                                                                                                  | BSフジ                                                                                                  | ニッポン放送                                                                                            | |
| 48     | 10                        | 489            | BSQR489                                                                                                 | BSフジ                                                                                                  | 文化放送                                                                                                | |
| 49     | 11                        | 491 - 492      | WOWOW wave                                                                                              | WOWOW                                                                                                   | WOWOW                                                                                                   | 491ch「Cinema Music Channel」 492ch「Relaxing Music Channel」                                                                                  |
| 53     | [ 注釈 7 ]                | 531            | 放送大学ラジオ                                                                                          | 放送大学学園                                                                                            | 放送大学学園                                                                                            | 現在放送中 FMラジオ放送のサイマル放送(2018年10月以降は本放送)で放送中の授業番組の題名と担当講師が表記された静止画像が付加される                |